# اسکار روخاس
اسکار روخاس (اسپانیایی: Óscar Rojas‎؛ زادهٔ ۱۵ نوامبر ۱۹۵۸) بازیکن فوتبال اهل شیلی بود.

## باشگاهی
از باشگاه‌هایی که در آن بازی کرده‌است می‌توان به باشگاه فوتبال کولو-کولو اشاره کرد.

## تیم ملی
وی همچنین در تیم ملی فوتبال شیلی بازی کرده‌است.